# Вила Распа (Тревизо)
Вила Распа (итал. Villa Raspa) је насеље у Италији у округу Тревизо, региону Венето.
Према процени из 2011. у насељу је живело 60 становника. Насеље се налази на надморској висини од 88 м.